# Гюстав Шарпантьє
Гюстав Шарпантьє (фр. Gustave Charpentier; 25 червня 1860, Дьєз, Франція — 18 лютого 1956 Париж, Франція) — французький композитор, послідовник натуралістичного руху Еміля Золя, член Інституту Франції (1912).

## Біографія
Музичну освіту здобув в Паризькій консерваторії, де його педагогами були Ламбер Жозеф Массар (скрипка) і Жуль Массне (композиція). За кантату «Дідона» був удостоєний Римської премії, завдяки чому 1887 — 90 роки провів в Італії. Після перебування в Римі написав симфонічну сюїту «Італійські враження» (1890), на музику якої пізніше, у 1913, був поставлений балет. Надалі жив у Парижі. Вершина творчості композитора — опера «Луїза», за своїм стилем близька традиціям веризму і французької ліричної опери.

## Музично-просвітницька діяльність
Гюстав Шарпантьє вів інтенсивну музично-просвітницьку роботу. У 1900 він заснував Народну консерваторію (Інститут Мімі Пенсон), в якій дівчата з соціальних низів мали можливість отримати безкоштовну освіту, і став її директором. Був ініціатором створення Народного театру, організатором масових народних музичних свят «Свято коронування Музи», писав до них музику.

## Твори

### Опери
- «Луїза»(1900)
- «Жульєн, або Життя поета» (1913)

### Кантати
- «Дідона» (1887)
- «До сторіччя Віктора Гюго»(1902)

### Оркестрові твори
- Три прелюдії (1885)
- «Італійські враження», сіюта (1890)

### Твори для голосу з фортепіано
- «Квіти зла»(1895)
- "Поеми для співу (1887—1897)

та ін.